# Adolf Erman

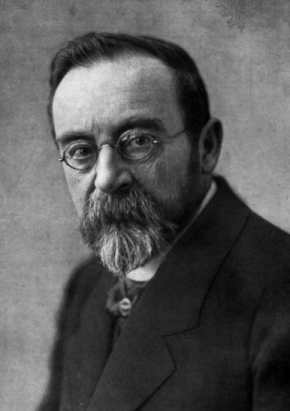
Adolf Erman, um 1929

Johann Peter Adolf Erman ([ɛʀˈmɑ̃]; * 31. Oktober 1854 in Berlin; † 26. Juni 1937 ebenda), eigentlich Jean Pierre Adolphe Erman, war ein deutscher Ägyptologe und Begründer der Berliner Schule der Ägyptologie. Er war von 1884 bis 1914 Direktor der Ägyptischen Abteilung der Königlichen Museen zu Berlin und von 1892 bis 1923 Inhaber des Lehrstuhls für Ägyptologie an der Friedrich-Wilhelms-Universität zu Berlin. Erman initiierte und leitete das Projekt des Wörterbuchs der ägyptischen Sprache.

## Leben

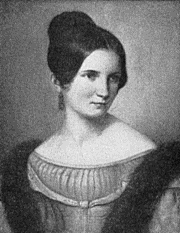
Mutter Marie Erman geb. Bessel 1834

Adolf Erman entstammte väterlicherseits der Hugenottenfamilie Erman, die sich in Berlin zu einer Gelehrtendynastie entwickelte. Er war Sohn von Georg Adolf Erman, Professor für Physik an der Universität zu Berlin, und Enkel des Physikers Paul Erman und seiner Frau Caroline, geborene Hitzig.
Seine Mutter Johanne Marie Bessel war eine Tochter des Königsberger Astronomen Friedrich Wilhelm Bessel und entstammte mütterlicherseits der Gelehrtenfamilie Hagen.
Nach dem Abitur am Französischen Gymnasium Berlin studierte er an der Universität Leipzig bei Georg Ebers Ägyptologie. Wie seine Brüder wurde er Mitglied der Leipziger Burschenschaft Germania. Er wechselte an die Friedrich-Wilhelms-Universität zu Berlin und hörte Richard Lepsius, bei dem er auch 1877 mit einer Arbeit über Die Pluralbildung im Ägyptischen promovierte. Anschließend war er als wissenschaftlicher Hilfsarbeiter in der Bibliothek und in der Münzsammlung der Königlichen Museen zu Berlin tätig. Mit seiner Neuägyptische(n) Grammatik habilitierte er sich 1880. Erman heiratete am 11. Oktober 1884 Käthe d’Heureuse. 
Als Nachfolger seines verstorbenen akademischen Lehrers Lepsius wurde Erman 1884 Direktor der Ägyptischen Abteilung der Königlichen Museen (Vorläufer des heutigen Ägyptischen Museums), die er bis 1914 leitete. 1885 wurde er außerordentlicher Professor für Ägyptologie an der Universität Berlin und dort von 1892 bis 1923 Lehrstuhlinhaber.

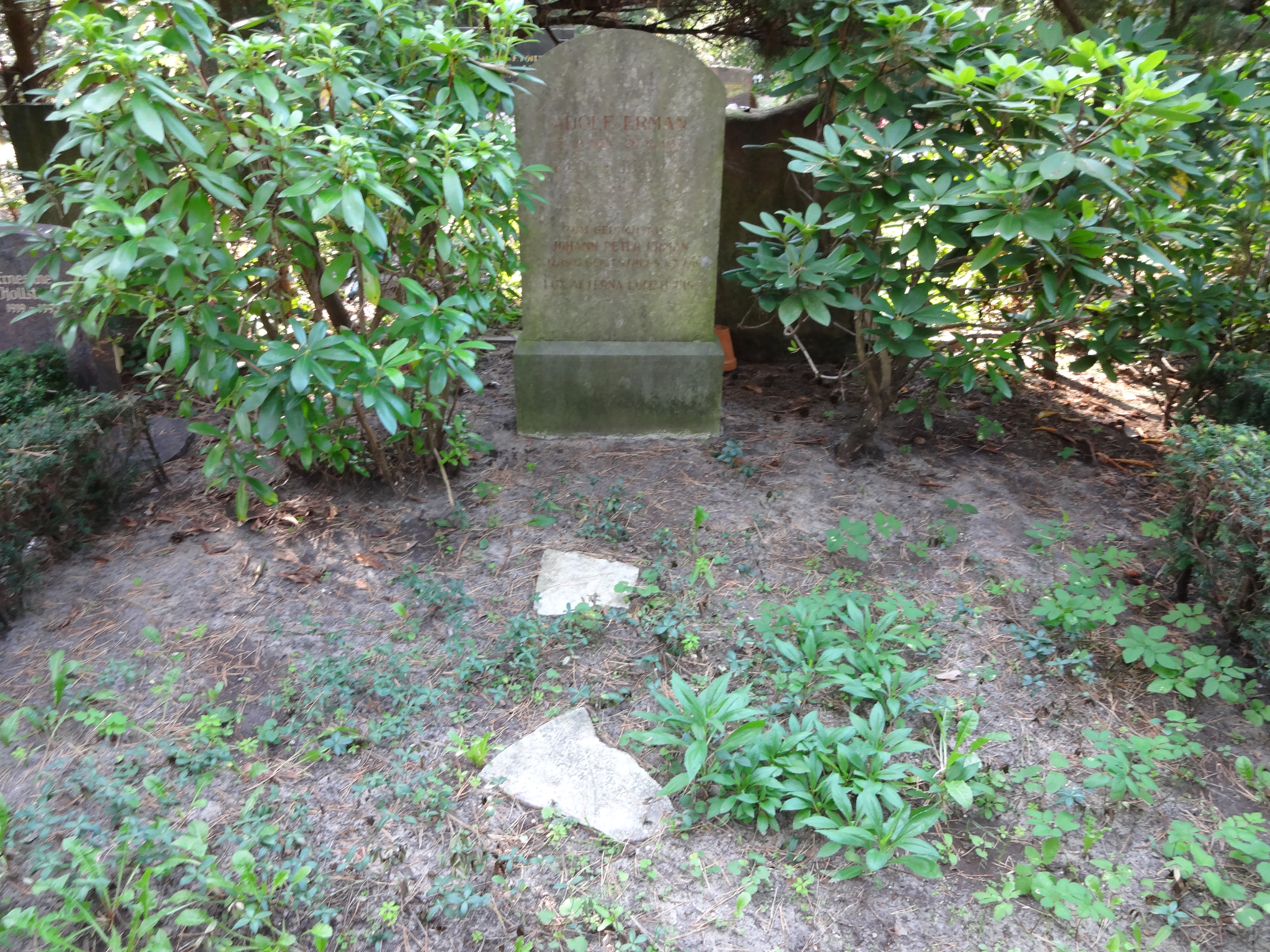
Grabstätte

Der Altägyptischen Religion stand Erman distanziert gegenüber. Seit seiner Jugend verfasste er kleine unpublizierte Gedichte und Novellen. 1918 wurde er in den Orden Pour le Mérite für Wissenschaften und Künste aufgenommen. 1927 erhielt er den Bayerischen Maximiliansorden. 1932 wurde er zum korrespondierenden Mitglied der British Academy gewählt. Im Jahre 1934 wurde er als Emeritus aus der Berliner Fakultät ausgeschlossen, da er wegen seiner Großmutter Caroline Hitzig als „Vierteljude“ galt.
Er ist auf dem Waldfriedhof Dahlem bestattet. Sein Grab ist als Ehrengrab der Stadt Berlin gewidmet.

## Werk
In seiner Dissertation befasste sich Erman mit den Pluralformen des Ägyptischen. Er entdeckte die Beziehungen der ägyptischen Sprache zu den semitischen Sprachen im Hinblick auf die Grammatik. In der Geschichte der ägyptischen Sprache erkannte er den scharfen Einschnitt beim Übergang zur neuägyptischen Sprachstufe. Für diese und die vorhergehende klassische mittelägyptische Stufe (bei Erman noch: altägyptisch) erstellte er erstmals Grammatiken.
Als Direktor des Museums publizierte er zu den Sammlungsbeständen in den seit 1889 erscheinenden Mitteilungen aus den Orientalischen Sammlungen. Seit 1882 gab er gemeinsam mit Heinrich Brugsch die Zeitschrift für Ägyptische Sprache und Altertumskunde heraus. Ab 1888 war er Mitglied der Göttinger Akademie der Wissenschaften.
Unter Federführung von Erman beantragten die Königlich-Preußische Akademie der Wissenschaften, die Sächsische Akademie der Wissenschaften, die Akademie der Wissenschaften zu Göttingen und die Bayerische Akademie der Wissenschaften beim deutschen Kaiser Wilhelm II. 1897 ein Projekt für ein neues ägyptisches Wörterbuch. Für Leipzig unterzeichnete Georg Steindorff, für München Georg Ebers, für Göttingen Richard Pietschmann, ein Schüler von Lepsius und Ebers. Da stetige Ausgrabungen von Tempeln und Gräbern große Mengen von neuen Texten zutage förderten, wollte Erman von Grund auf neu anfangen, ohne den bis dahin erreichten Stand der Wörterbücher von Heinrich Brugsch zu berücksichtigen. Das Wörterbuch der ägyptischen Sprache wurde von 1926 bis 1931 in fünf Bänden und zwei Ergänzungsbänden veröffentlicht. Es ist auch heute noch in wesentlichen Teilen eine gültige Sammlung der in Hieroglyphen geschriebenen Wörter nach den Denkmälern von Karl Richard Lepsius. Beteiligt waren daran auch Ermans Schüler Hermann Grapow und Kurt Sethe.

## Schriften
- Die Pluralbildung des Aegyptischen. Ein grammatischer Versuch. Engelmann, Leipzig 1878.
- Neuaegyptische Grammatik. Engelmann, Leipzig 1880.
- Deutsche Medailleure des 16. und 17. Jahrhunderts. In: Zeitschrift füer Numismatik. Band 12, Heft 1, 1885, ZDB-ID 501259-4, S. 14–102, (Auch als Sonderabdruck: Berlin, Weidmann 1884, urn:nbn:de:0128-1-97324).
- Aegypten und aegyptisches Leben im Altertum. 2 Bände. Verlag der Laupp’schen Buchhandlung, Tübingen 1885–1887, (Digitalisate: Band 1. Band 2; Diese Bände wurden auch ins Englische übersetzt.).
- Die Sprache des Papyrus Westcar. Eine Vorarbeit zur Grammatik der älteren aegyptischen Sprache. In: Abhandlungen der königlichen Gesellschaft der Wissenschaften zu Göttingen. Abhandlungen der Historisch-Philologischen Classe. Band 36, 1889/1890, separate Zählung, (Digitalisat; Wiederabdruck in: Adolf Erman: Akademieschriften (1880–1928). Teil 1: 1880–1910 (= Opuscula. Band 13, 1, ZDB-ID 536314-7). Zentralantiquariat der Deutschen Demokratischen Republik, Leipzig 1986, S. 107–262.).
- als Herausgeber: Die Märchen des Papyrus Westcar. 2 Teile. Spemann, Berlin 1890; 
  - Band 1: Einleitung und Commentar (= Mittheilungen aus den orientalischen Sammlungen. Heft 5, ZDB-ID 275422-8). 1890;
  - Band 2: Glossar, Palaeographische Bemerkungen und Feststellung des Textes (= Mittheilungen aus den orientalischen Sammlungen. Heft 6). 1890.
- Ägyptische Grammatik mit Schrifttafel, Litteratur, Lesestücken und Wörterverzeichnis (= Porta linguarum Orientalium. Teil 15). Reuther & Reichard u. a., Berlin 1894, (mehrere Auflagen).
- Zaubersprüche für Mutter und Kind aus dem Papyrus 3027 des Berliner Museums. In: Abhandlungen der Königlich Preussischen Akademie der Wissenschaften. Philosophische und historische Abhandlungen. 1901, separate Zählung, (Auch als Sonderabdruck: Verlag der königlichen Akademie der Wissenschaften, Berlin 1884, Digitalisat).
- Aegyptisches Glossar, die häufigeren Wörter der aegyptischen Sprache. Reuther & Reichard, Berlin 1904. In: Porta linguarum orientalium; Sammlung von Lehrbüchern für das Studium der orientalischen Sprachen. Band XX.
- Die ägyptische Religion. Reimer, Berlin 1905. In: Handbücher der königlichen Museen zu Berlin. (auch ins Englische übersetzt)
- Die Hieroglyphen. Durchgesehener Neudruck (= Sammlung Göschen. Band 608). Göschensche Verlagshandlung, Berlin / Leipzig 1917.
- mit Hermann Grapow: Aegyptisches Handwörterbuch. Reuther & Reichard, Berlin 1921.
- Die Literatur der Ägypter. Gedichte Erzählungen und Lehrbücher aus dem 3. und 2. Jahrtausend v. Chr. Hinrichs, Leipzig 1923.
- als Herausgeber mit Hermann Grapow: Wörterbuch der ägyptischen Sprache. 13 Bände. Hinrichs, Leipzig 1926–1963.
- Mein Werden und mein Wirken. Erinnerungen eines alten Berliner Gelehrten. Quelle & Meyer, Leipzig 1929, urn:nbn:de:bvb:355-ubr24760-1.
- Die Religion der Ägypter. Ihr Werden und Vergehen in vier Jahrtausenden. De Gruyter, Berlin 1934.